# الدليل التشخيصي والإحصائي للاضطرابات النفسية (الطبعة الخامسة)
الدليل التشخيصي والإحصائي للاضطرابات العقلية، الإصدار الخامس (DSM-5) هو تحديث تم عام 2013 الدليل التشخيصي والإحصائي للاضطرابات النفسية، أداة التصنيف والتشخيص التي نشرتها الجمعية الأمريكية للطب النفسي (الجمعية الأمريكية للأطباء النفسيين ). في الولايات المتحدة، يعتبر الدليل التشخيصي والإحصائي للاضطرابات النفسية السلطة الرئيسية للتشخيصات النفسية. غالبًا ما يتم تحديد توصيات العلاج، بالإضافة إلى الدفع من قبل ممارس صحي، من خلال تصنيفات الدليل التشخيصي والإحصائي للاضطرابات العقلية، لذلك فإن ظهور نسخة جديدة له أهمية عملية. الدليل التشخيصي والإحصائي للاضطرابات النفسية - الطبعة الخامسة هو أول دليل تشخيصي وإحصائي للاضطرابات العقلية يستخدم أرقام عربية بدلاً من أرقام رومانية في عنوانه، الدليل التشخيصي والإحصائي للاضطرابات النفسية - الطبعة الخامسة بالإضافة إلى أول إصدار «مستند حي» من الدليل التشخيصي والإحصائي للاضطرابات العقلية.
لا يعد الدليل التشخيصي والإحصائي للاضطرابات النفسية - الطبعة الخامسة مراجعة رئيسية للدليل التشخيصي والإحصائي للاضطرابات العقلية - الطبعة الرابعة -TR ولكن هناك اختلافات كبيرة. تشمل التغييرات في الدليل التشخيصي والإحصائي للاضطرابات النفسية - الطبعة الخامسة:
- إعادة تصور متلازمة أسبرجر متلازمة أسبرجر من اضطراب متميز إلى اضطراب طيف التوحد طيف التوحد.
- إزالة الأنواع الفرعية من الفصام. حذف «استبعاد الفجيعة bereavement exclusion» لاضطرابات الاكتئاب.
- إعادة تسمية اضطراب الهوية الجنسية gender identity disorder إلى التقلقُل الجنسي اضطراب الهوية الجندرية؛ إدراج اضطراب نهم الطعام كاضطراب أكل منفصل.
- إعادة تسمية وإعادة صياغة مفاهيم شذوذ جنسي، والتي تسمى الآن الاضطرابات البارافيليا paraphilic .
- إزالة نظام المحاور الخمسة.
- وتقسيم الاضطرابات غير المحددة إلى اضطرابات أخرى محددة واضطرابات غير محددة.

انتقدت بعض المراجع الطبعة الخامسة قبل وبعد نشرها. يؤكد النقاد، على سبيل المثال:
- أن العديد من مراجعات أو إضافات الدليل التشخيصي والإحصائي للاضطرابات النفسية - الطبعة الخامسة تفتقر إلى الدعم التجريبي.
- موثوقية المقيمين موثوقية المقيمين منخفضة للعديد من الاضطرابات.
- تحتوي عدة أقسام على معلومات سيئة الكتابة أو مربكة أو متناقضة.
- وقد يكون لصناعة الأدوية النفسية تأثير غير ملائم على محتوى الدليل (العديد من المشاركين في مجموعة العمل الدليل التشخيصي والإحصائي للاضطرابات النفسية - الطبعة الخامسة لديهم روابط بشركات الأدوية).[3]

## التغييرات عن الدليل التشخيصي والإحصائي للاضطرابات العقلية - الطبعة الرابعة DSM-IV
ينقسم الدليل التشخيصي والإحصائي للاضطرابات العقلية - الطبعة الخامسة الدليل التشخيصي والإحصائي للاضطرابات النفسية - الطبعة الخامسة إلى ثلاثة أقسام، باستخدام الأرقام الرومانية لتعيين كل قسم.

### القسم الأول
يصف القسم الأول تنظيم الفصل في الدليل التشخيصي والإحصائي للاضطرابات العقلية - الطبعة الخامسة، حيث تم تغييره من النظام متعدد المحاور، وتقييمات الأبعاد للقسم الثالث للدليل. في الدليل التشخيصي والإحصائي للاضطرابات العقلية - الطبعة الخامسة الدليل التشخيصي والإحصائي للاضطرابات النفسية - الطبعة الخامسة تم حذف الفصل الذي يتضمن «الاضطرابات التي يتم تشخيصها لأول مرة في مرحلة الرضاعة أو الطفولة أو المراهقة» وتم اختيار إدراجها في فصول أخرى. تقول ملاحظة تحت عنوان اضطرابات القلق أن «الترتيب التسلسلي» لبعض فصول الدليل التشخيصي والإحصائي للاضطرابات النفسية - الطبعة الخامسة على الأقل له أهمية تعكس العلاقات بين التشخيصات.
يصف القسم التمهيدي عملية مراجعة الدليل التشخيصي والإحصائي للاضطرابات العقلية، بما في ذلك التجارب الميدانية والمراجعة العامة والمهنية ومراجعة الخبراء. ينص على أن هدفه هو التنسيق مع أنظمة التصنيف الدولي للأمراض ومشاركة الهياكل التنظيمية قدر الإمكان. يتم التعبير عن القلق بشأن نظام التشخيص القاطع، ولكن الاستنتاج هو حقيقة أن التعريفات البديلة لمعظم الاضطرابات سابقة لأوانها علميًا.يستبدل الدليل التشخيصي والإحصائي للاضطرابات النفسية - الطبعة الخامسة فئات NOS (غير محدد بطريقة أخرى Not Otherwise Specified) بخيارين: اضطراب آخر محدد و اضطراب غير محدد لزيادة فائدة استخدامه من قبل الطبيب. إن الخيار الأول يسمح للطبيب بتحديد سبب عدم استيفاء معايير اضطراب معين؛ والخيار الثاني يسمح للطبيب بخيار التخلي عن المواصفات.
تخلص الدليل التشخيصي والإحصائي للاضطرابات النفسية - الطبعة الخامسة من نظام التشخيص متعدد المحاور (المحور الأول سابقًا، المحور الثاني، المحور الثالث)، وسرد جميع الاضطرابات في القسم الثاني. لقد استبدل المحور الرابع بسمات نفسية وسياقية مهمة وأسقط المحور الخامس (التقييم العالمي للأداء Global Assessment of Functioning، المعروف باسم GAF). تمت إضافة جدول منظمة الصحة العالمية لتقييم الإعاقة إلى القسم الثالث (التدابير والنماذج الناشئة) ضمن إجراءات التقييم، كطريقة مقترحة، ولكنها غير مطلوبة، لتقييم الأداء.

### القسم الثاني: معايير التشخيص والرموز

#### اضطرابات النمو العصبي
- أصبح «التخلف العقلي» معروفا باسم جديد: «الإعاقة الذهنية intellectual disability (اضطراب النمو الفكري)».[6]

- يُعرف الاضطراب الصوتي والتلعثم الآن باسم اضطرابات التواصل - والتي تشمل اضطراب اللغة، واضطراب صوت الكلام، واضطراب الطلاقة في الطفولة، وحالة جديدة تتميز بخلل في التواصل الاجتماعي اللفظي وغير اللفظي يُسمى اضطراب التواصل الاجتماعي (البراغماتي).[6]
- يشتمل اضطراب طيف التوحد على اضطراب أسبرجر Asperger، واضطراب تفكك الطفولة، واضطراب النمو المنتشر غير المحدد بطريقة أخرى (PDD-NOS) - انظر تشخيص متلازمة أسبرجر - تغييرات الدليل التشخيصي والإحصائي للاضطرابات النفسية - الطبعة الخامسة.[7]
- فئة فرعية جديدة، الاضطرابات الحركية، تشمل اضطراب التنسيق التنموي، واضطراب الحركة النمطية، واضطرابات التشنج اللاإرادي tic بما في ذلك متلازمة توريت Tourette syndrome.[8]

#### طيف الفصام والاضطرابات الذهانية الأخرى
- تمت إزالة جميع الأنواع الفرعية من الفصام من الدليل التشخيصي والإحصائي للاضطرابات النفسية - الطبعة الخامسة (جنون العظمة، غير منظم، جامودي، غير متمايز، وبقايا).[4]
- مطلوب نوبة مزاجية كبيرة للاضطراب الفصامي العاطفي (من أجل غالبية فترة الاضطراب بعد استيفاء المعيار A [المرتبط بالأوهام والهلوسة والكلام أو السلوك غير المنظم والأعراض السلبية مثل الهلع]).[4]
- تغيرت معايير اضطراب الوهم، ولم يعد منفصلاً عن اضطراب التوهم المشترك.[4]
- إن وجود الجامود Catatonia يكون أمرا مطلوبا في جميع السياقات التي تتطلب وجود 3 من إجمالي 12 عرض. قد يكون الجامود محددًا للاضطرابات الاكتئابية والثنائية القطب والذهانية؛ أو جزء من حالة طبية أخرى؛ أو تشخيص آخر محدد.[4]

#### الاضطراب ثنائي القطب والاضطرابات ذات الصلة
- يمكن تطبيق محدد جديد «بسمات مختلطة» على الاضطراب ثنائي القطب من النوع الأول، والاضطراب ثنائي القطب من النوع الثاني، والاضطراب ثنائي القطب غير محدد في مكان آخر not elsewhere defined اختصارا (NED)، وكان يُسمى سابقًا غير محدد بطريقة أخرى not otherwise specified اختصارا (NOS)، واضطراب الاكتئاب الكبير MDD.[9]
- يسمح باضطراب ثنائي القطب محدد آخر واضطراب متعلق بحالات معينة.[4]
- أعراض القلق Anxiety هي محددات (تسمى «ضائقة القلق anxious distress») تضاف إلى الاضطراب ثنائي القطب والاضطرابات الاكتئابية (ولكنها ليست جزءًا من معايير التشخيص ثنائي القطب).[4]

#### اضطرابات الاكتئاب
- تمت إزالة استبعاد الفجيعة bereavement في الدليل التشخيصي والإحصائي للاضطرابات العقلية - الطبعة الرابعة من اضطرابات الاكتئاب في الدليل التشخيصي والإحصائي للاضطرابات النفسية - الطبعة الخامسة.[10]
- اضطراب عدم انتظام المزاج المضطرب الجديد (DMDD)[11] للأطفال حتى سن 18 عامًا.[4]
- انتقل الاضطراب المزعج السابق للحيض من الملحق لمزيد من الدراسة، وأصبح اضطرابًا.[4]
- تمت إضافة محددات للأعراض المختلطة والقلق، إلى جانب إرشادات للأطباء حول الانتحار.[4]
- يُطلق على مصطلح الاكتئاب الجزئي dysthymia الآن أيضًا اسم الاضطراب الاكتئابي المعند.

#### اضطرابات القلق
- بالنسبة للأشكال المختلفة من الرهاب phobias واضطرابات القلق anxiety، يزيل الدليل التشخيصي والإحصائي للاضطرابات النفسية الطبعة الخامسة شرط أن الشخص (سابقًا، أكثر من 18 عامًا) «يجب أن يدرك أن خوفه وقلقه مفرط أو غير معقول». أيضًا، تنطبق مدة 6 أشهر على الأقل الآن على الجميع (ليس فقط للأطفال).[4]
- أصبحت نوبة الهلع Panic attack محددًا لجميع اضطرابات الدليل التشخيصي والإحصائي للاضطرابات النفسية - الطبعة الخامسة.[4]
- أصبح اضطراب الهلع Panic disorder ورهاب الخلاء agoraphobia اضطرابين منفصلين.[4]
- أصبحت أنواع معينة من الرهاب محددات ولكنها لم تتغير بخلاف ذلك.
- تم تغيير المحدد العام لاضطراب القلق الاجتماعي social anxiety disorder (الرهاب الاجتماعي سابقًا) لصالح محدد الأداء فقط (أي الخطابة أو الأداء).[4]
- يُصنف اضطراب قلق الانفصال Separation anxiety disorder والخرس الانتقائي selective mutism على أنهما اضطرابات قلق (وليست اضطرابات الظهور المبكر).[4]

#### الوسواس القهري والاضطرابات ذات الصلة
- يتضمن فصل جديد عن الوسواس القهري obsessive-compulsive والاضطرابات ذات الصلة أربعة اضطرابات جديدة:

1. اضطراب التسحج excoriation (مص الجلد).
2. واضطراب الاكتناز hoarding.
3. والوسواس القهري الناجم عن مادة / دواء.
4. والوسواس القهري والاضطراب المرتبط به بسبب طبي آخر شرط.[4]

- نتف الشعر Trichotillomania (اضطراب نتف الشعر) انتقل من «اضطرابات التحكم في الانفعالات غير المصنفة في مكان آخر» في الدليل التشخيصي والإحصائي للاضطرابات النفسية الطبعة الرابعة، إلى اضطراب الوسواس القهري في الدليل التشخيصي والإحصائي للاضطرابات النفسية - الطبعة الخامسة.[4]
- تم توسيع المحدد (وإضافته إلى اضطراب تشوه الجسم body dysmorphic disorder واضطراب الاكتناز) للسماح بالبصيرة insight الجيدة أو العادلة، والبصيرة الضعيفة، و «البصيرة الغائبة / الوهمية» (أي الاقتناع الكامل بأن معتقدات اضطراب الوسواس القهري صحيحة).[4]
- تمت إضافة معايير إلى اضطراب تشوه الجسم لوصف السلوكيات المتكررة أو الأفعال العقلية التي قد تنشأ مع عيوب أو عيوب في المظهر الجسدي.[4]
- انتقل محدد الدليل التشخيصي والإحصائي للاضطرابات العقلية - الطبعة الرابعة specifier «مع أعراض الوسواس القهري» من اضطرابات القلق إلى هذه الفئة الجديدة لاضطرابات الوسواس القهري والاضطرابات ذات الصلة.[4]
- هناك تشخيصان جديدان: الأول هو اضطراب الوسواس القهري المحدد الآخر other specified والاضطراب المرتبط به، والذي يمكن أن يشمل اضطراب السلوك المتكرر الذي يركز على الجسم (سلوكيات مثل قضم الأظافر وقضم الشفاه ومضغ الخد، بخلاف نتف الشعر ونزع الجلد) أو الغيرة الوسواسية obsessional jealousy؛ والثاني هو اضطراب الوسواس القهري غير المحدد unspecified والاضطراب المرتبط به.[4]

#### الاضطرابات المرتبطة بالصدمات والضغوط
يتم الآن تضمين اضطراب ما بعد الصدمة Post traumatic stress disorder اختصارا (PTSD) في قسم جديد بعنوان «الصدمات والاضطرابات المرتبطة بالتوتر».
تم إعادة تنظيم مجموعات تشخيص اضطراب ما بعد الصدمة وتوسيعها من إجمالي ثلاث مجموعات إلى أربع مجموعات بناءً على نتائج البحث التحليلي للعوامل المؤكدة التي أجريت منذ نشر الدليل التشخيصي والإحصائي للاضطرابات العقلية - الطبعة الرابعة.
تمت إضافة معايير منفصلة للأطفال من سن ست سنوات أو أقل.
لتشخيص اضطراب الإجهاد الحاد واضطراب ما بعد الصدمة، تم تعديل معايير الإجهاد (المعيار A1 في الدليل التشخيصي والإحصائي للاضطرابات العقلية - الطبعة الرابعة) إلى حد ما. تم التخلص من متطلبات ردود الفعل العاطفية الذاتية المحددة (المعيار A2 في الدليل التشخيصي والإحصائي للاضطرابات العقلية - الطبعة الرابعة) لأنها تفتقر إلى الدعم التجريبي لفائدتها وصلاحيتها التنبؤية. في السابق، لم تستوف مجموعات معينة، مثل الأفراد العسكريين المشاركين في القتال وضباط إنفاذ القانون وغيرهم من المستجيبين الأوائل، المعيار A2 في الدليل التشخيصي والإحصائي للاضطرابات العقلية - الطبعة الرابعة لأن تدريبهم أعدهم لعدم الاستجابة عاطفياً للأحداث الصادمة.
تم تسمية نوعين من الاضطرابات الجديدة التي كانت في السابق نوعين فرعيين وهما: اضطراب التعلق التفاعلي reactive attachment disorder واضطراب المشاركة الاجتماعية المحظور disinhibited social engagement disorder.
تم نقل اضطرابات التكيف إلى هذا القسم الجديد وإعادة تصورها على أنها متلازمات استجابة الإجهاد. لم تتغير أنواع الدليل التشخيصي والإحصائي للاضطرابات العقلية - الطبعة الرابعة الفرعية لمزاج الاكتئاب وأعراض القلق والسلوك المضطرب.

#### اضطرابات إنفصامية Dissociative
- يسمى اضطراب تبدد الشخصية الآن باسم اضطراب تبدد الشخصية / الغربة عن الواقع.[17]
- أصبح الشرود الانفصامي محددًا لفقدان الذاكرة الانفصالي.[4]
- تم توسيع معايير اضطراب الهوية الانفصامي لتشمل «ظواهر شكل الحيازة والأعراض العصبية الوظيفية». من الواضح أن «التحولات في الهوية يمكن ملاحظتها من قبل الآخرين أو الإبلاغ عنها ذاتيًا».[4] تم تعديل المعيار B أيضًا للأشخاص الذين يعانون من فجوات في استدعاء الأحداث اليومية (ليس فقط الصدمات).[4]

#### الأعراض الجسدية والاضطرابات ذات الصلة
- تسمى الاضطرابات الجسدية Somatoform الآن الأعراض الجسدية والاضطرابات ذات الصلة.
- يمكن الآن تشخيص المرضى الذين يعانون من ألم مزمن باضطراب الأعراض الجسدية somatic symptom disorder الناجم عن المرض العقلي مع غياب سيطرة الألم؛ أو العوامل النفسية التي تؤثر على الحالات الطبية الأخرى ؛ أو مع اضطراب في التكيف.[4][18][19][20][21]
- تم الجمع بين اضطراب الجسدنة Somatization disorder والاضطراب الجسدي غير المتمايز ليصبح اضطراب الأعراض الجسدية، وهو التشخيص الذي لم يعد يتطلب عددًا محددًا من الأعراض الجسدية.[4]
- تُعرَّف الأعراض الجسدية والاضطرابات ذات الصلة بالأعراض الإيجابية، ويتم تقليل استخدام الأعراض غير المفسرة طبياً، إلا في حالات اضطراب التحويل والحمل الكاذب.[4]
- تشخيص جديد هو العوامل النفسية التي تؤثر على الحالات الطبية الأخرى. كان يتم العثور على هذا الموضوع سابقًا في الفصل الرابع من الدليل التشخيصي والإحصائي للاضطرابات النفسية - الطبعة الرابعة (الدليل التشخيصي والإحصائي للاضطرابات العقلية - الطبعة الرابعة) تحت عنوان «الحالات الأخرى التي قد تكون محور الاهتمام السريري».[4]
- تم تغيير معايير اضطراب التحويل (اضطراب الأعراض العصبية الوظيفية).[4]

#### اضطرابات التغذية والأكل
- تم تغيير معايير اضطراب البيكا pica واضطراب الاجترار rumination disorder ويمكن الآن إن تشير إلى أشخاص من أي عمر.[4]
- تم إخراج اضطراب الأكل بنهم Binge eating disorder من «الملحق B في مجموعات المعايير والمحاور المقدمة لمزيد من الدراسة» في الدليل التشخيصي والإحصائي للاضطرابات العقلية - الطبعة الرابعة إلى التشخيص الصحيح.[22]
- تم تغيير متطلبات الشره المرضي العصبي bulimia nervosa واضطراب الأكل بنهم من «مرتين أسبوعياً على الأقل لمدة 6 أشهر إلى مرة واحدة أسبوعياً على الأقل خلال الأشهر الثلاثة الماضية».
- تم تغيير معايير فقدان الشهية العصبي anorexia nervosa. لم يعد هناك حاجة لانقطاع الطمث.
- «اضطراب التغذية في الطفولة أو الطفولة المبكرة»، وهو تشخيص نادر الاستخدام في الدليل التشخيصي والإحصائي للاضطرابات العقلية - الطبعة الرابعة، تمت إعادة تسميته إلى تفادي / تقييد تناول الطعام ، وتم توسيع المعايير.[4]

#### اضطرابات الإلغاء
- لا توجد تغييرات كبيرة بالنسبة لاضطرابات الإلغاء Elimination.[4]
- تم تصنيف الاضطرابات في هذا الفصل سابقًا ضمن الاضطرابات التي تم تشخيصها لأول مرة عادةً في مرحلة الطفولة أو الطفولة أو المراهقة في الدليل التشخيصي والإحصائي للاضطرابات النفسية الرابع. الآن هو تصنيف مستقل في الدليل التشخيصي والإحصائي للاضطرابات العقلية - الطبعة الخامسة.[4]

#### اضطرابات النوم والاستيقاظ
- تم حذف «اضطرابات النوم المتعلقة باضطراب عقلي آخر، واضطرابات النوم المتعلقة بحالة طبية عامة».[4]
- أصبح الأرق الأساسي يسمى اضطرابً الأرق insomnia disorder، وأصبح النوم القهري narcolepsy منفصل عن فرط النعاس hypersomnolence.[4]
- يوجد الآن ثلاثة اضطرابات في النوم مرتبطة بالتنفس:
  1. انقطاع النفس الانسدادي النومي hypopnea.
  2. توقف التنفس المركزي أثناء النوم.
  3. ونقص التنفس المرتبط بالنوم.[4]
- تم توسيع اضطرابات النوم - الاستيقاظ في إيقاع الساعة البيولوجية لتشمل متلازمة مرحلة النوم المتقدمة ونمط النوم والاستيقاظ غير المنتظم ونمط النوم والاستيقاظ غير المستمر على مدار 24 ساعة. تمت إزالة اضطراب الرحلات الجوية الطويلة Jet lag.[4]
- يعد اضطراب سلوك النوم في مرحلة حركة العين السريعة ومتلازمة تململ الساقين اضطرابًا، بدلاً من إدراج كليهما ضمن «عسر النوم غير المحدد بطريقة أخرى» في الدليل التشخيصي والإحصائي للاضطرابات النفسية - الطبعة الرابعة.[4]

#### الاختلالات الجنسية
- يشمل الدليل التشخيصي والإحصائي للاضطرابات النفسية - الطبعة الخامسة على اختلالات جنسية خاصة بالجنس.[4]
- بالنسبة للإناث، يتم الجمع بين الرغبة الجنسية واضطرابات الإثارة في الاهتمام الجنسي للإناث / اضطراب الإثارة.[4]
- تتطلب الاختلالات الجنسية (باستثناء العجز الجنسي الناجم عن المواد / الأدوية) الآن مدة تقارب 6 أشهر ومعايير شدة أكثر دقة.[4]
- تشخيص جديد هو ألم الحوضي التناسلي / اضطراب الاختراق والذي يجمع بين التشنج المهبلي vaginismus وعسر الجماع dyspareunia من الدليل التشخيصي والإحصائي للاضطرابات العقلية - الطبعة الرابعة .[4]
- تم حذف اضطراب النفور الجنسي.[4]
- تشمل الأنواع الفرعية لجميع الاضطرابات:
  1. «مدى الحياة مقابل المكتسبة» و
  2. «المعمم مقابل الظرفية» (تم حذف نوع فرعي واحد من الدليل التشخيصي والإحصائي للاضطرابات العقلية - الطبعة الرابعة).[4]
- تم حذف نوعين فرعيين:
  1. «العجز الجنسي بسبب حالة طبية عامة» و
  2. «بسبب عوامل نفسية مقابل عوامل مشتركة».[4]

#### المراوحة المزاجية الجنسية
إن المراوحة المزاجية الجنسية Gender dysphoria اختصارا (GD) هي الضيق الذي يشعر به الشخص بسبب عدم التوافق بين هويته الجنسية والجنس المحدد عند الولادة. إن الأشخاص الذين يعانون من المراوحة المزاجية الجنسية عادةً ما يعرفون على أنهم متحولون جنسيًا transgender. إن عدم المطابقة بين الجنسين Gender nonconformity ليس هو نفسه المراوحة المزاجية الجنسية. وفقًا لجمعية الطب النفسي الأمريكية، فإن العنصر الحاسم في المراوحة المزاجية الجنسية هو وجود «شدة كبيرة سريريًا».
- اضطراب الهوية الجنسية gender identity disorder في الدليل التشخيصي والإحصائي للاضطرابات النفسية - الطبعة الرابعة IV يشبه المراوحة المزاجية الجنسية gender dysphoria في الدليل التشخيصي والإحصائي الدليل التشخيصي والإحصائي للاضطرابات النفسية - الطبعة الخامسة، ولكن ليس هو نفسه. تمت إضافة معايير منفصلة للأطفال والمراهقين والبالغين مناسبة لحالات النمو المختلفة.
- تم حذف الأنواع الفرعية في اضطراب الهوية الجنسية على أساس التوجه الجنسي.[4]
- من بين تغييرات الصياغة الأخرى، تم الجمع بين المعيار A والمعيار B (تحديد الهوية بين الجنسين، والنفور من جنس المرء).[4] إلى جانب هذه التغييرات، يأتي إنشاء المراوحة المزاجية الجنسية بشكل منفصل عند الأطفال وكذلك للبالغين والمراهقين. تم نقل المجموعة من فئة الاضطرابات الجنسية إلى فئة خاصة بها. تم إجراء تغيير الاسم جزئيًا بسبب وصم مصطلح «اضطراب» والاستخدام الشائع نسبيًا لـ «المراوحة المزاجية الجنسية gender dysphoria» في أدبيات اضطراب تحديد الجنس Gender Identity Disorder (اختصارا GID) وبين المتخصصين في هذا المجال.[23] إن إنشاء تشخيص محدد للأطفال يعكس قدرة الأطفال الأقل على الحصول على نظرة ثاقبة لما يمرون به والقدرة على التعبير عنه في حالة امتلاكهم البصيرة.[24]

#### الاضطرابات التخريبية واضطرابات السيطرة على الانفعالات واضطرابات السلوك
كانت بعض هذه الاضطرابات في السابق جزءًا من الفصل الخاص بالتشخيص المبكر واضطراب التحدي المعارض؛ اضطراب السلوك؛ واضطراب السلوك التخريبي غير المحدد خلافًا لذلك أصبح اضطرابًا تخريبيًا محددًا وغير محدد واضطراب السيطرة على الانفعالات واضطرابات السلوك.
انتقل الاضطراب الانفجاري المتقطع وهوس الحرائق pyromania وهوس السرقة kleptomania إلى هذا الفصل بدلا من الفصل الرابع في الدليل التشخيصي والإحصائي للاضطرابات العقلية - الطبعة الرابعة والذي كان بعنوان «اضطرابات التحكم في الانفعالات غير المحددة بطريقة أخرى».
- تم سرد اضطراب الشخصية المعادية للمجتمع هنا وفي الفصل المتعلق باضطرابات الشخصية (ولكن أدرج اضطراب فرط الحركة ونقص الانتباه ضمن اضطرابات النمو العصبي).[4]
- تنقسم أعراض اضطراب العناد الشارد إلى ثلاثة أنواع:
  1. المزاج الغاضب / المتهيج
  2. السلوك الجدلي / المتحدي
  3. النزعة الانتقامية.

تم حذف استبعاد اضطراب السلوك. أيضا تم تغيير المعايير مع ملاحظة حول متطلبات التواتر وقياس الشدة.
- معايير اضطراب السلوك لم تتغير في معظمها عما هي عليه في الدليل التشخيصي والإحصائي للاضطرابات العقلية - الطبعة الرابعة .[4] لقد تمت إضافة محدد للأشخاص ذوي «المشاعر الاجتماعية الإيجابية»، والتي تُظهر سمات قاسية وغير عاطفية.[4]

قد يتم وضع التشخيص لدى الأشخاص الذين تزيد أعمارهم عن 6 سنوات بالاضطراب الانفجاري المتقطع دون نوبات من العدوان الجسدي. تمت إضافة معايير للتواتر ولتحديد «الاندفاع و/أو الغضب على أساس الطبيعة، ويجب أن يسبب ضائقة ملحوظة، أو يسبب ضعفًا في الأداء المهني أو التعامل مع الأشخاص، أو يرتبط بعواقب مالية أو قانونية سلبية».

#### الاضطرابات المرتبطة بالمواد والإدمان
- يعد اضطراب القمار واضطراب استخدام التبغ من الأمور الجديدة.[4]
- تم دمج تعاطي المخدرات والاعتماد على المواد من الدليل التشخيصي والإحصائي للاضطرابات العقلية - الطبعة الرابعة -TR في اضطرابات استخدام مادة واحدة خاصة بكل مادة من مواد التعاطي ضمن فئة جديدة هي «الإدمان والاضطرابات ذات الصلة».[25] تم حذف «المشاكل القانونية المتكررة» وتمت إضافة عبارة «الرغبة الشديدة أو الرغبة الشديدة في استخدام مادة ما» إلى المعايير.[4] تم تغيير عتبة عدد المعايير التي يجب الوفاء بها[4] وإن تحديد الشدة من خفيفة إلى شديدة يعتمد على عدد المعايير المعتمدة.[4] تمت إضافة معايير للقنب cannabis وسحب الكافيين caffeine.[4] تمت إضافة محددات جديدة للهوادة remission المبكرة والمستمرة جنبًا إلى جنب مع محددات جديدة لـ «المريض موضوع في بيئة خاضعة للرقابة» و «المريض موضوع على علاج الصيانة».[4]

لا يوجد المزيد من التشخيصات المتعلقة بالمواد المتعددة في الدليل التشخيصي والإحصائي للاضطرابات النفسية - الطبعة الخامسة؛ ويجب تحديد اسم المادة (أو المواد) المقصودة.

#### الاضطرابات المعرفية العصبية
أصبح الخرف Dementia واضطراب النسيان amnestic disorder اضطرابًا عصبيًا معرفيًا كبيرًا أو خفيفًا (مرض غير معدي رئيسي أو مرض غير معدي خفيف).
يحتوي الدليل التشخيصي والإحصائي للاضطرابات النفسية - الطبعة الخامسة على قائمة جديدة من المجالات المعرفية العصبية.
«يتم الآن تقديم معايير منفصلة جديدة» للأمراض غير المعدية الرئيسية أو الخفيفة بسبب ظروف مختلفة.
الأمراض غير المعدية التي تسببها العقاقير / الأدوية والأمراض غير المعدية غير المحددة هي تشخيصات جديدة.

#### تقلبات الشخصية
- كان اضطراب الشخصية Personality disorder اختصارا (PD) في السابق ينتمي إلى محور مختلف عن جميع الاضطرابات الأخرى تقريبًا، ولكنه الآن في محور واحد مع جميع التشخيصات العقلية والطبية الأخرى.[28] ومع ذلك، يتم الاحتفاظ بنفس الأنواع العشرة من اضطراب الشخصية.[28]

- هناك دعوة إلى الدليل التشخيصي والإحصائي للاضطرابات النفسية - الطبعة الخامسة لتوفير المعلومات السريرية ذات الصلة القائمة على التجربة لتصور الشخصية وكذلك علم الأمراض النفسي في الشخصيات. تعتبر قضية (مشاكل) عدم تجانس اضطراب الشخصيةإشكالية أيضًا. على سبيل المثال، عند تحديد معايير اضطراب الشخصية، من الممكن أن يكون لشخصين لهما نفس التشخيص أعراض مختلفة تمامًا والتي لن تتداخل بالضرورة.[29] هناك أيضًا قلق بشأن النموذج الأفضل للدليل التشخيصي والإحصائي للاضطرابات العقلية - النموذج التشخيصي المفضل من قبل الأطباء النفسيين أو النموذج البعدي الذي يفضله علماء النفس. نهج / نموذج التشخيص هو الذي يتبع النهج التشخيصي للطب التقليدي، وهو أكثر ملاءمة للاستخدام في البيئات السريرية، ومع ذلك، فإنه لا يلتقط تعقيدات الشخصية الطبيعية أو غير الطبيعية. النهج / النموذج ذو الأبعاد أفضل في إظهار درجات متنوعة من الشخصية؛ إنه يركز على الاستمرارية بين الطبيعي وغير الطبيعي، وعلى غير الطبيعي كشيء يتجاوز العتبة سواء في الحالات أحادية القطب أو ثنائية القطب.[30]

#### اضطرابات جنونية
تمت إضافة محددات جديدة «في بيئة مضبوطة in a controlled environment» و «في حالة الهوادة in remission» إلى معايير جميع الاضطرابات الجنونية. 
يتم التمييز بين السلوكيات الجنونية paraphilic ، أو أشكال الجنون paraphilias ، والاضطرابات الجنونية paraphilic. تم تغيير جميع مجموعات المعايير لإضافة كلمة اضطراب إلى جميع أشكال الجنون paraphilias ، على سبيل المثال، تم إدراج اضطراب الاستغلال الجنسي للأطفال بدلاً من الغلمة (حب الأطفال). لا يوجد تغيير في هيكل التشخيص الأساسي منذ الدليل التشخيصي والإحصائي للاضطرابات العقلية - الطبعة الثالثة - آر DSM-III-R ؛ ومع ذلك، يجب على الأشخاص الآن استيفاء المعايير النوعية (المعيار A) والعواقب السلبية (المعيار B) ليتم وضع تشخيص اضطراب الاستغلال الجنسي للأطفال. خلاف ذلك يكون لدى هؤلاء الأشخاص غلمة (حب الأطفال) paraphilia (ولا يوجد تشخيص).

### القسم الثالث: الإجراءات والنماذج الناشئة

#### نموذج الدليل التشخيصي والإحصائي للاضطرابات النفسية - الطبعة الخامسة البديل لاضطرابات الشخصية
تم تضمين نموذج هجين فئوي بديل لاضطرابات الشخصية لتحفيز المزيد من البحث حول نظام التصنيف المعدل هذا.

## شروط لمزيد من الدراسة
تم وضع هذه الشروط والمعايير لتشجيع البحث في المستقبل وليست مخصصة للاستخدام السريري.
- متلازمة الذهان الموهن
- نوبات اكتئاب مع هوس خفيف قصير الأمد
- اضطراب الفجيعة المعقد المستمر
- اضطراب استخدام الكافيين
- اضطراب الألعاب عبر الإنترنت
- الاضطراب السلوكي العصبي المرتبط بالتعرض للكحول قبل الولادة
- اضطراب السلوك الانتحاري
- إيذاء النفس غير الانتحاري.[33]

## التطور
في عام 1999، تم عقد مؤتمر تخطيط أبحاث الدليل التشخيصي والإحصائي للاضطرابات النفسية - الطبعة الخامسة، برعاية مشتركة من الجمعية الأمريكية للطب النفسي الجمعية الأمريكية للطب النفسي والمعهد الوطني للصحة العقلية NIMH، لتحديد أولويات البحث. أنتجت مجموعات عمل التخطيط البحثي «أوراق بيضاء» حول البحث المطلوب لإعلام وتشكيل الدليل التشخيصي والإحصائي للاضطرابات النفسية - الطبعة الخامسة  وتم الإبلاغ عن العمل والتوصيات الناتجة في دراسة الجمعية الأمريكية للطب النفسي والأدبيات التي راجعها النظراء. كان هناك ستة مجموعات عمل، كل منها يركز على موضوع واسع:
1. التسمية
2. علم الأعصاب وعلم الوراثة
3. قضايا النمو والتشخيص
4. اضطرابات الشخصية والاضطرابات العلائقية
5. الاضطرابات العقلية والإعاقة
6. والقضايا عبر الثقافات.

كان من المقرر أيضًا تقديم ثلاثة أوراق بيضاء إضافية بحلول عام 2004 تتعلق بقضايا النوع الاجتماعي، وقضايا التشخيص لدى كبار السن، والاضطرابات النفسية عند الرضع والأطفال الصغار. أعقب الأوراق البيضاء سلسلة من المؤتمرات لإنتاج توصيات تتعلق باضطرابات وقضايا معينة، حيث اقتصر الحضور على 25 باحثًا مدعوًا.
في 23 يوليو 2007، أعلنت الجمعية الأمريكية للطب النفسي عن فرقة العمل التي ستشرف على تطوير الدليل التشخيصي والإحصائي للاضطرابات النفسية - الطبعة الخامسة. تتألف فرقة العمل الدليل التشخيصي والإحصائي للاضطرابات النفسية - الطبعة الخامسة من 27 عضوًا، بما في ذلك الرئيس ونائب الرئيس، الذين يمثلون مجتمعين علماء أبحاث من الطب النفسي والتخصصات الأخرى، ومقدمي الرعاية السريرية، ودعاة المستهلك والأسرة. كان للعلماء الذين يعملون على مراجعة الدليل التشخيصي والإحصائي للاضطرابات النفسية مجموعة واسعة من الخبرات والاهتمامات. طلب مجلس أمناء الجمعية الأمريكية للطب النفسي من جميع المرشحين لفريق العمل الكشف عن أي مصالح متنافسة أو علاقات متضاربة محتملة مع الكيانات التي لها مصلحة في التشخيص والعلاج النفسي كشرط مسبق للتعيين في فرقة العمل. جعلت الجمعية الأمريكية للطب النفسي جميع إفصاحات أعضاء فريق العمل متاحة أثناء الإعلان عن فرقة العمل. تم الحكم على العديد من الأفراد غير مؤهلين لتعيينات فرقة العمل بسبب مصالحهم المتنافسة.
تضمنت التجارب الميدانية في الدليل التشخيصي والإحصائي للاضطرابات النفسية - الطبعة الخامسة موثوقية الاختبار وإعادة الاختبار التي شملت أطباء مختلفين يقومون بتقييمات مستقلة لنفس المريض - وهو نهج شائع لدراسة موثوقية التشخيص.
أفاد حوالي 68٪ من أعضاء فريق عمل الدليل التشخيصي والإحصائي للاضطرابات النفسية - الطبعة الخامسة و 56٪ من أعضاء اللجنة بأن لديهم علاقات بصناعة الأدوية ، مثل امتلاك أسهم في شركات الأدوية، أو العمل كمستشارين للصناعة، أو العمل في مجالس إدارة الشركة.